# Pseudopoda wui
Espèce
Pseudopoda wui est une espèce d'araignées aranéomorphes de la famille des Sparassidae.

## Distribution
Cette espèce est endémique du Yunnan en Chine,. Elle se rencontre dans le xian de Tengchong.

## Description
La femelle holotype mesure 12,8 mm.

## Systématique et taxinomie
Cette espèce a été décrite par Zhang, Jäger et Liu en 2023.

## Étymologie
Cette espèce est nommée en l'honneur de Jiang-hao Wu.

## Publication originale
- Zhang, Zhu, Zhong, Jäger & Liu, 2023 : « A taxonomic revision of the spider genus Pseudopoda Jäger, 2000 (Araneae: Sparassidae) from East, South and Southeast Asia. » Megataxa, vol. 9, no 1, p. 1-304.